# Pristimantis ventriguttatus
Espèce
Statut de conservation UICN

 DD  : Données insuffisantes
Pristimantis ventriguttatus est une espèce d'amphibiens de la famille des Craugastoridae.

## Répartition
Cette espèce est endémique de la province de Santa Cruz dans la région de Cajamarca au Pérou. Elle se rencontre à environ 1 800 m d'altitude dans la cordillère Occidentale.

## Description
Les mâles mesurent de 17,8 à 21,8 mm et la femelle 29,4 mm.

## Publication originale
- Lehr & Köhler, 2007 : A new species of the Pristimantis orestes Group (Anura: Leptodactylidae) from the Cordillera Occidental in northern Peru. Zootaxa, no 1621, p. 45–54.